# Nodalla geyri
Nodalla geyri är en insektsart som först beskrevs av Peter Esben-Petersen 1920. 
Nodalla geyri ingår i släktet Nodalla och familjen Berothidae. Inga underarter finns listade i Catalogue of Life.